# Immergentia patagoniana
Immergentia patagoniana är en mossdjursart som beskrevs av Pohowsky 1978. Immergentia patagoniana ingår i släktet Immergentia och familjen Immergentiidae. Inga underarter finns listade i Catalogue of Life.